# CRK ミュージックヘッズ
CRK ミュージックヘッズ（シーアールケー・ミュージック・ヘッズ）は、2009年10月1日より2018年3月29日まで放送されていたラジオ関西の音楽・リクエスト番組である。関西を中心に活動するミュージシャンらがパーソナリティを務め、月曜から金曜の22時から23時30分まで生放送されていた。

## 概要

### 番組のコンセプト
関西を中心に活動中のミュージシャンらがパーソナリティを務め、邦楽から洋楽、古い曲から新しい曲、注目曲をオンエアする音楽・リクエスト番組である。その日の選曲リストは、本番組のブログに掲載される。番組名の「CRK」はラジオ関西の公式略称である。過去に「CRK MUSIC H.E.A.D.S.」の表記を用いていたことがあり、「H.E.A.D.S.」の各アルファベットは以下に示す単語の頭文字に当たる。これが2015年4月以降の「ヘッズ」表記の由来となる。
- Happy, Enjoyable, Active, Delicious, Smiling （ハッピーで笑顔になれる美味しい音楽番組、の意）

### 歴史
ラジオ関西が平日帯・2時間枠で音楽番組を編成するのは1999年10月-2001年3月に放送された「神戸アコースティックストーリー」以来8年半ぶりである。その後は金曜を含めニッポン放送からのネット受けが続いていたが、2009年9月30日に「銀河に吠えろ!宇宙GメンTAKUYA」のネットを打ち切る。第1回の放送は木曜日であったが、放送を担当したのは水曜日担当の松中啓憲と岩本三千代であった。
当初は24時までの2時間番組であったが、TBSラジオの全国ネット番組「JUNK」のネット開始に伴う放送枠捻出のため、一部の曜日の23時30分以降をアニラジ番組とすることになった。このため、本番組も2015年4月より30分短縮された。

## パーソナリティ
- 月曜日：門松良祐（かどまつ りょうすけ）（ひまり）、Rinana、信政誠（のぶまさ まこと）、
- 火曜日：ワタナベフラワー、きのせひかる
- 水曜日：Permanent Fish
- 木曜日：ひづきようこ、秋休、平野里沙（ひらの りさ）
- 金曜日：ラヂモエ、ケーちゃん、週替わり - サブタイトル まったく萌えないラジオ（2016年1月 - 2016年3月）→いまいち萌えないラジオ（2016年4月 -）

### 過去のパーソナリティ
- 月曜日：寺尾仁志（てらお ひとし）（2009年10月 - 2011年3月）、斉田才（さいだ さい）（2009年10月 - 不明）、浜本愛里（2009年10月 - 不明）：サブタイトル KOBE MUSIC COMPANY 、ヨシダヒロキ（不明 - 2015年12月）、にこいち（不明 - 2015年12月）、藤沢俊一郎（不明 - 2015年12月）、KYOHEY（不明 - 2016年3月）
- 火曜日：ダイナマイトしゃかりきサ〜カス < たろう、ゆうき、KWANI（カニ） > （2009年10月 - 不明） - サブタイトル しゃかりきパラダイス、KOBE BOYS< yokko、TSURU > - サブタイトル ジャカジャカジャンボリー
- 水曜日：酒井ヒロキ（さかい ヒロキ）、岩本三千代（いわもと みちよ）、松中啓憲（まつなか あきのり）（2009年10月 - 2015年12月）、信政誠（のぶまさ まこと）（不明 - 2015年12月）、西村愛（不明 - 2015年12月）
- 木曜日：Unlimited tone（アンリミテッド・トーン） < ルース、イリ、ドディ >（2009年10月 - 2011年9月） - サブタイトル げちゅ★はぴ♪、Sky < 空さやか、空まどか > （2011年10月 - 不明） - サブタイトル Lucky Oasis、コック・ア・ドゥードゥルズ< シュトウケンイチ、スギオトシキ >、武智かなえ（たけち かなえ） - サブタイトル 異常電波22時 、秋人、明香音（あかね）（不明 - 2015年12月）、米澤勇気（よねざわゆうき）（不明 - 2015年12月）、私立應南学院高等部（不明 - 2015年12月）
- 金曜日：PACHANGA < 美崎しのぶ、ゴーゴー木村（ゴーゴー きむら） > 、キャプテン・ブルース（2009年10月 - 不明） - サブタイトル BLUES NIGHT

## 番組内容
音楽・リクエスト番組である一方、リスナーからのメッセージにまつわる話、ゲストを迎えてのトークやインタビューなど、トークにも多くの時間を割り当てる。また、決め打ちと言う名のメッセージテーマを各曜日設定している。メッセージは、メール・FAX・郵便で受け付けている。多くの回で出演者の生演奏のコーナーがあり、ゲストに他のミュージシャンを迎えて、生セッションを行うこともある。過去にすべての曜日でスティッカムによる映像配信を導入。スタジオの様子をパソコンなどで見ること、聴くことができるほか、チャットによる出演者対リスナー、またはリスナー対リスナーの交流が可能であった。その後、放送局側の事情により本配信は停止され、2013年2月現在も配信はされていない。
毎年、夏の時期のある1週に、全曜日で22時20分頃から箱番組"Let's Listen to English!"が放送される。これは大学受験レベルのリスニングテストを放送するものであり、本番組開始以前から放送されていた。

## その他
- 『KOBE MUSIC COMPANY』（月曜日）と『BLUES NIGHT』（金曜日）は、それぞれ、土曜日の早朝と月曜日の深夜に放送されていた30分番組が出演者ごと移行したものである。『いまいち萌えないラジオ』（金曜日）は日曜日の深夜放送されていた同じ出演者による30分番組と枠統合したものである。また、パーソナリティの都合により担当する曜日に出演できない場合は、他の曜日と入れ代わることもある。
- 番組の初期には、各曜日22時50分頃にその日最終の「ラジオ関西ニュース」が放送されていた。しかし現在は廃止され、1日の最終のニュースは、基本的に夕方の「時間です!林編集長・古田編集長」内のニュースとなっている（ただし緊急を要する場合<地震・津波、台風などの大規模災害や、社会情勢に影響を及ぼすもの>がある場合はこの番組内でもニュースは放送する）。
- 月曜と金曜には、番組ステッカーをプレゼントしている。月曜は、HEADS ROOM VOL.2のそれゆけヨシヨシヨッシー!V!V!V!のコーナーで珍品に認定されると珍品ステッカーをプレゼント。金曜は、里沙のモヤモヤリポートのコーナーで正解した人の中から1名にそして決め打ち大賞に選ばれた1名にステッカープレゼントしている。
- 毎週月曜日はラジオ関西独自のチャートを発表する、「CRKスーパーカウントダウン」をコーナーで行っている。
- ヘヴィー・ローテーション（今月の1曲）のコーナーとしては、ラジオ関西の今月のPOWER PLAYナンバーや、関西AM5局が実施している「MONTHLY A MUSIC」も流している。

## 曜日共通コーナー
- HEADS ROOM:22時台と23時台の2回あり、22時台はVOL.1と23時台はVOL.2と呼んでいる。各曜日の独自のコーナーをするゾーン。
- ズッキュンソング:各曜日のパーソナリティー1人あるいはリスナーから、ズッキュンときた1曲を聞き、その後、ズッキュンポイントを紹介してもらうコーナー。
- 走れドーナツ:23時台冒頭に各曜日のメンバー1人が約6万5千枚以上保管しているレコード室にダッシュで行き、直感だけでレコードを1枚取ってきて再生チェックせず、その場でエアプレイするコーナー。生ゲストが登場する場合は、休止することもある。
- 妄想日記：各曜日パーソナリティー1人が妄想でストーリーを披露するコーナー。ストーリーが終わった後にそれに関連する曲を1曲流すコーナー。